# Brukenthalov narodni muzej
Brukenthalov narodni muzej (romunsko Muzeul Naţional Brukenthal, nemško Brukenthal National Museum) je skupina muzejev v Sibiuju v Transilvaniji (Romunija). Muzejske zgradbe so razporejene po mestu, imajo svoje programe z vrsto umetniških dogodkov, vendar jih vodijo skupaj.

## Izvor
Ustanovitelj je Samuel von Brukenthal, med letoma 1774 in 1787 habsburški guverner Transilvanije. Prve primere za svojo zbirko je začel zbirati leta 1754 na Dunaju. Leta 1817 so jih skladno z Brukenthalovo zapuščino dali na voljo javnosti kot lastnino Narodne univerze, torej celotne Transilvanske Saške in njihove nemško govoreče protestantske cerkve.
Brukenthalova zbirka je prvi muzej v Transilvaniji in najstarejša tovrstna ustanova na območju današnje Romunije.
Po razlastitvi muzejske zbirke leta 1948 so bili pomembni deli zbirk razdeljeni med druge muzeje v državi ali pa so tam še danes shranjeni (2011). V skladu s sporazumom med Romunijo in cerkvijo iz leta 2005 je bilo treba vrniti vse razlaščene predmete in jih razstaviti. Postopek repatriacije tudi iz Narodnega muzeja in Državnega zgodovinskega muzeja v Bukarešti je trajal do leta 2011. 

## Zbirke

### Pinakoteka
Brukenthalova zbirka slik je nastala med letoma 1778 in 1788 v novozgrajeni baročni Brukenthalovi palači na Velikem trgu, glavnem trgu v Sibiuju, in vključuje okoli 1200 slik glavnih evropskih umetniških šol od 15. do 18. stoletja: flamsko, nemško, avstrijsko, italijansko, špansko in francosko renesanso, barok in rokoko. Palača sama je najpomembnejša baročna stavba v Transilvaniji.

### Knjižnica
V palači je tudi knjižnica (Biblioteca Brukenthal) z okoli 300.000 posameznih enot (rokopisov, inkunabul, redkimi starinami, sodobnimi knjigami in revijami iz poznega 18. stoletja.

### Druge zbirke
V stavbi so tudi: tiskarna, številne pomembne preproge, kovanci in zbirka mineralov.

## Zgodovinski muzej
Zgodovinski muzej (Muzeul de Istorie) je v stari mestni hiši v Sibiuju. Ta stavbni kompleks je najpomembnejša gotska posvetna stavba v Transilvaniji. Na začetku je bil muzej omejen na prikaz zgodovine Sibiuja in njegove okolice, danes pa prikazuje eksponate celotne južne Transilvanije.

## Lekarniški muzej
Lekarniški muzej (Muzeul de Istorie a Farmaciei) je v zgodovinski zgradbi iz leta 1569 na Malem trgu, kjer je tudi najstarejša lekarna na območju današnje Romunije. Samuel Hahnemann je v kleti te hiše izumil homeopatijo kot nov način zdravljenja. Nekatere njegove ampule in dokumenti so razstavljeni. Izvirno pohištvo v dunajskem slogu je še vedno v veliki meri ohranjeno. Razstava je razdeljena po strukturi klasične lekarne z dvema laboratorijema ter ima homeopatski in dokumentarni oddelek. Vsebuje več kot 6000 starih medicinskih instrumentov in opreme za pripravo zdravil. Označeni leseni vrči za shranjevanje zaključujejo zbirko. V vhodnem prostoru je rekonstruirana trgovina z lesenimi pulti in steklenimi vrči iz 18. stoletja.

## Naravoslovni muzej
Naravoslovni muzej (Muzeul de Istorie Naturală)  ima svoje začetke v letu 1849, ko je bil ustanovljen Transilvanski klub naravoslovne znanosti (Siebenbürgische Verein für Naturwissenschaften), katerega člani so bile domače in tuje osebnosti znanstvenega in kulturnega življenja. Zbirke tega muzeja imajo več kot milijon mineraloških in petrografskih, paleontoloških, botaničnih in živalskih predmetov.

## Orožje in lovske trofeje
Muzej orožja in lovskih trofej (August-von-Spieß-Museum der Waffen und Jagdtrophäen,   Muzeul de Arme și Trofee de Vânatoare) prikazuje razvoj opreme in orožja za lov. Prikazane so tudi tradicionalne lovske tehnike in sodobne gravure. Prav tako je pomembna zbirka pokalov. Slednja je bila pridobljena leta 1963 in je imela prvotno  1058 primerkov. Zdaj jih je okoli 1500.